# Jazz oder nie!
Jazz oder nie! (später alpha-Jazz) war eine Sendereihe, die zwischen 1999 und 2020 im deutschen Fernsehen Mitschnitte von Jazz-Konzerten ausstrahlte, zunächst auf BR-alpha, ab Juni 2014 auf dem Nachfolgesender ARD alpha.
Die erste Sendung wurde am 24. Oktober 1999 erstmals in Deutschland auf BR-alpha ausgestrahlt. Die Reihe hatte einen festen Sendeplatz. Jeden zweiten Sonntag um 20.15 Uhr, zu Beginn der 2010er Jahre um 21.15 Uhr, wurden nach Einschätzung der Jazzzeitung „großartige“ Mitschnitte von Festivals und Konzerten präsentiert, u. a. von der Internationalen Jazzwoche Burghausen. Später hatte die Reihe ihren Sendetermin an jedem Samstag in der Nacht auf Sonntag; ab dem 9. Juni 2013 erfolgte die Ausstrahlung jeweils in der Nacht von Sonntag auf Montag.
In der Sendung wurden Auftritte von Dianne Reeves, der Dutch Swing College Band, Otis Taylor, Maria João & Mário Laginha, Esbjörn Svensson, Rebekka Bakken, Erika Stucky, Richard Galliano, Billy Cobham, Nigel Kennedy, Zap Mama, Barrelhouse Jazzband, Carla Bley, Wolfgang Haffner, Greg Osby, Jamie Cullum und Paul Zauner gezeigt. Daneben wurden Archivaufnahmen präsentiert, u. a. des NDR Jazzworkshop oder aus Jazz – gehört und gesehen, beispielsweise von Peter Brötzmann mit Fred Van Hove, Han Bennink bzw. Sonny Sharrock, Bill Laswell und Ronald Shannon Jackson.
In den ersten Jahren gab es zudem vor dem Konzert ein einführendes Gespräch, zu dem Experten wie Joe Viera, Klaus Doldinger, Cornelius Kreusch oder Thilo Wolf als Gäste ins Alpha-Forum eingeladen wurden. Für die Bundeskonferenz Jazz, die 2014 in ihrem Bericht zur Situation des Jazz in Deutschland beklagte, dass Jazz im öffentlich-rechtlichen Fernsehprogramm auf seltene, unattraktive (Nacht-)Sendeplätze abgeschoben sei, war die Sendereihe die einzige Ausnahme. Zuletzt lief die Serie bei ARD alpha am 27. Dezember 2020.